# Elkhorn (Montana)
Elkhorn é uma pequena cidade fantasma e região censitária no Condado de Jefferson, no estado de Montana, Estados Unidos, situada nas  Montanhas Elkhorn na região sudoeste do estado.

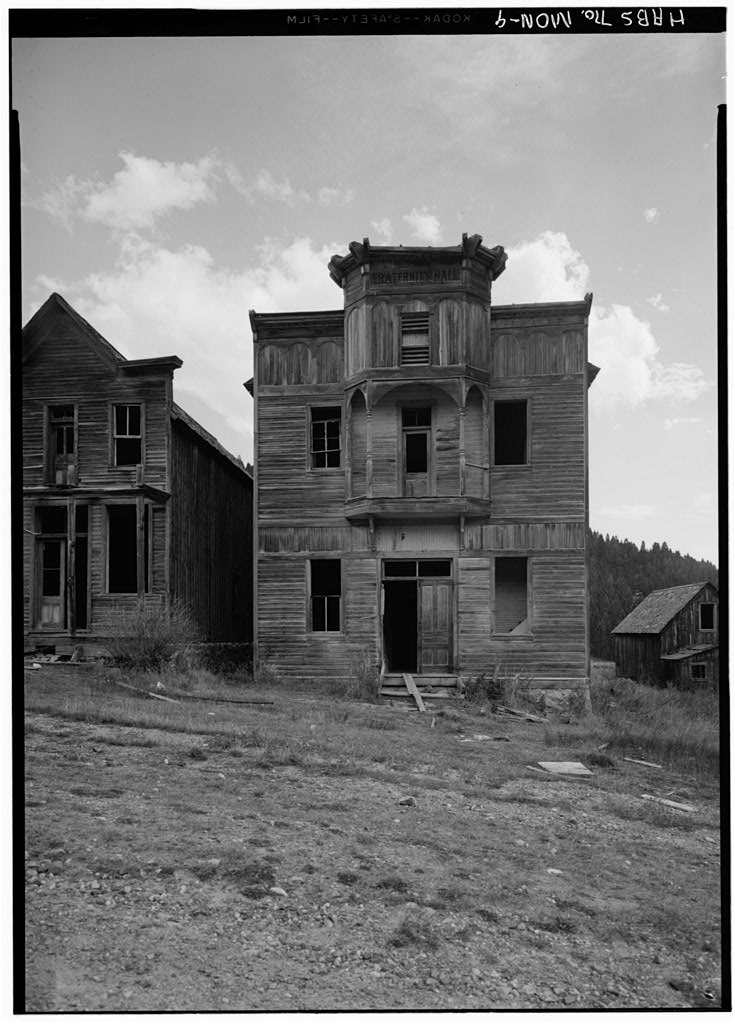
Fraternity Hall, o edifício mais bem preservado em Elkhorn

## História
Filões de prata, descritos pelos geólogos como enriquecimentos de supergene foram inicialmente descobertos nas Montanhas de Elkhorn por Peter Wys, um pioneiro suíço. Seis anos mais tarde, Anton Holterm, um pioneiro minerador do território de Montana, começou a Instalar uma pequena mina de prata. Mais de 8 milhões de dólares de prata foram retirados da mina. Por volta de 1889 e/ou 1890, foi aprovado o 'Sherman Silver Purchase Act', dando origem a uma enorme procura pela prata em Elkhorn.
Durante o seu auge, Elkhorn chegou aos 2.200 habitantes, contando também com uma escola, hotel, igreja, armazéns e até bordéis. Tal como aconteceu com outras cidades mineiras da região, Elkhorn foi povoada principalmente por imigrantes europeus. Em meados de 1893, o Fraternity Hall foi construído para fins sociais e ainda hoje permanece como um dos edifícios mais bem preservados em Elkhorn.
Nos anos que seguiram ao boom da prata, a prosperidade de Elkhorn começou a decair rapidamente. Uma epidemia de difteria também atingiu a cidade, resultando em um número elevado de mortos, principalmente crianças.  Pouco tempo depois, o serviço ferroviário abandonou Elkhorn e só um número reduzido de habitantes permaneceu na cidade até finalmente ser abandonada de definitivo, dando a Elkhorn a fama de uma 'cidade fantasma'.

## Demografia
Segundo o  censo de 2010, Elkhorn tinha 10 habitantes.